# Giogoli
Giogoli è una zona collinare tra il comune di Firenze e quello di Scandicci, a ovest del Galluzzo.

## Descrizione
Il toponimo deriva dal giogo, inteso come unità fondiaria romana, che aveva interessato, con la centuriazione, i fertili dintorni di Florentia. 
La zona è ricca di ville e memorie storiche, spesso dotate di affacci panoramici. Tra queste spiccano la villa La Sfacciata, la villa Pestellini, la villa Giogolirossi e la pieve di Sant'Alessandro.